# كلو أريدجيس
كلوي أريدجيس (بالإنجليزية: Chloe Aridjis)‏ روائية وكاتبة مكسيكية مقيمة في لندن. نُشرت روايتها كتاب الغيوم لعام 2009 في ثمانية بلدان، وفازت بجائزة الرواية الأجنبية الأولى الفرنسية. نُشرت روايتها الثانية Asunder لأول مرة في مايو 2013، وحظيت بالإجماع في المملكة المتحدة. متبوعًا بوحوش البحر. حصلت على جائزة قلم جاف/فولكنر للأدب في عام 2020. وهي الابنة الكبرى للشاعر والدبلوماسي المكسيكي هوميرو أرجيس والأمريكية بيتي ف. دي أرجيس الناشطة والمترجمة البيئية. وهي شقيقة المخرجة إيفا أرجيس التي عملت معها كمصورة للصور الثابتة. حصلت على دكتوراه في الشعر والسحر الفرنسي في القرن التاسع عشر من جامعة أكسفورد.

## روابط خارجية
- كلو أريدجيس على موقع IMDb (الإنجليزية)